# Écaille martre
Arctia caja
Espèce
L'Écaille martre, Écaille hérissonne ou Hérissonne (Arctia caja) est une espèce paléarctique de lépidoptères (papillons) de la famille des Erebidae et de la sous-famille des Arctiinae.

## Description

### Papillon
L'imago d'Arctia caja a une envergure pouvant atteindre 65 mm. Ses ailes antérieures ont un fond blanc crème, maculé de taches brunes dont la forme et les proportions peuvent varier. Ses ailes postérieures, cachées par les antérieures lorsque l'insecte est au repos, sont orangées et ornées de taches d'un bleu métallisé. 

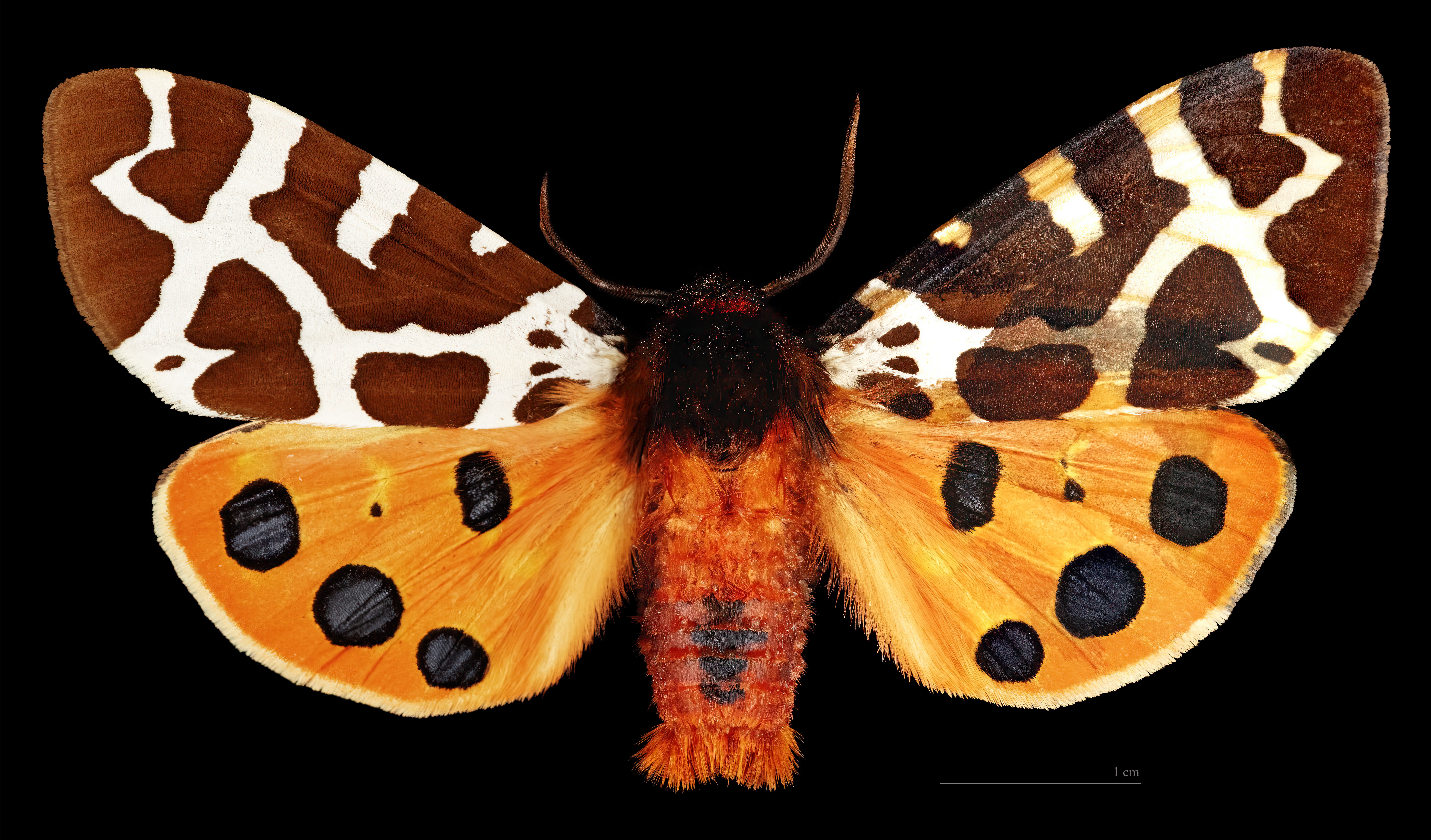
♂  MHNT
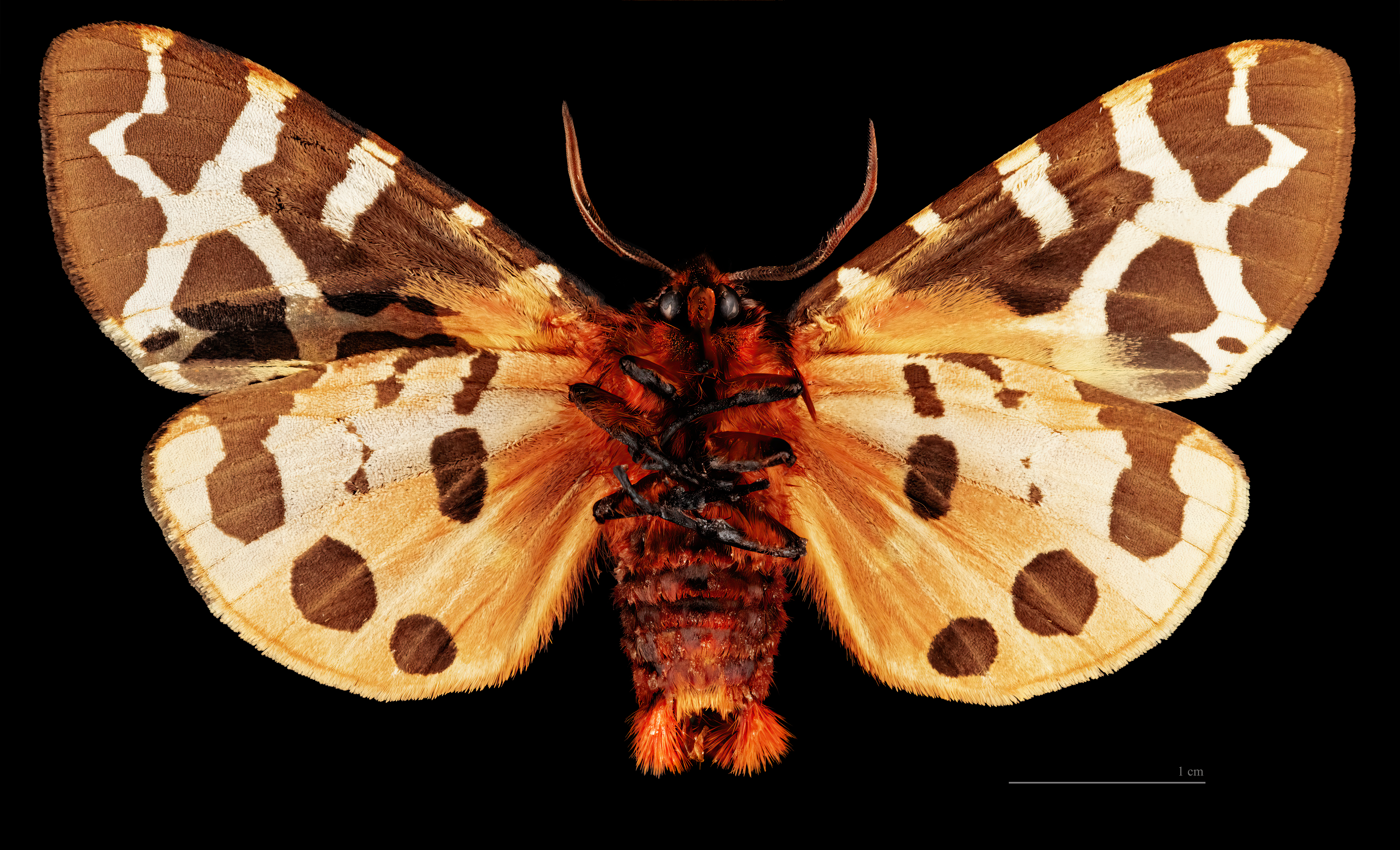
♂ △

### Chenille
La chenille peut atteindre 60 mm lors de son dernier stade de développement. Son corps est brun-noir et recouvert de touffes de soies serrées, issues de petites verrues blanches. Les soies dorsales et latérales sont plus longues, d'un brun sombre plus clair à l'apex. Les soies ventrales en revanche sont plus courtes et rousses. Sa tête est relativement petite, d'un noir luisant.

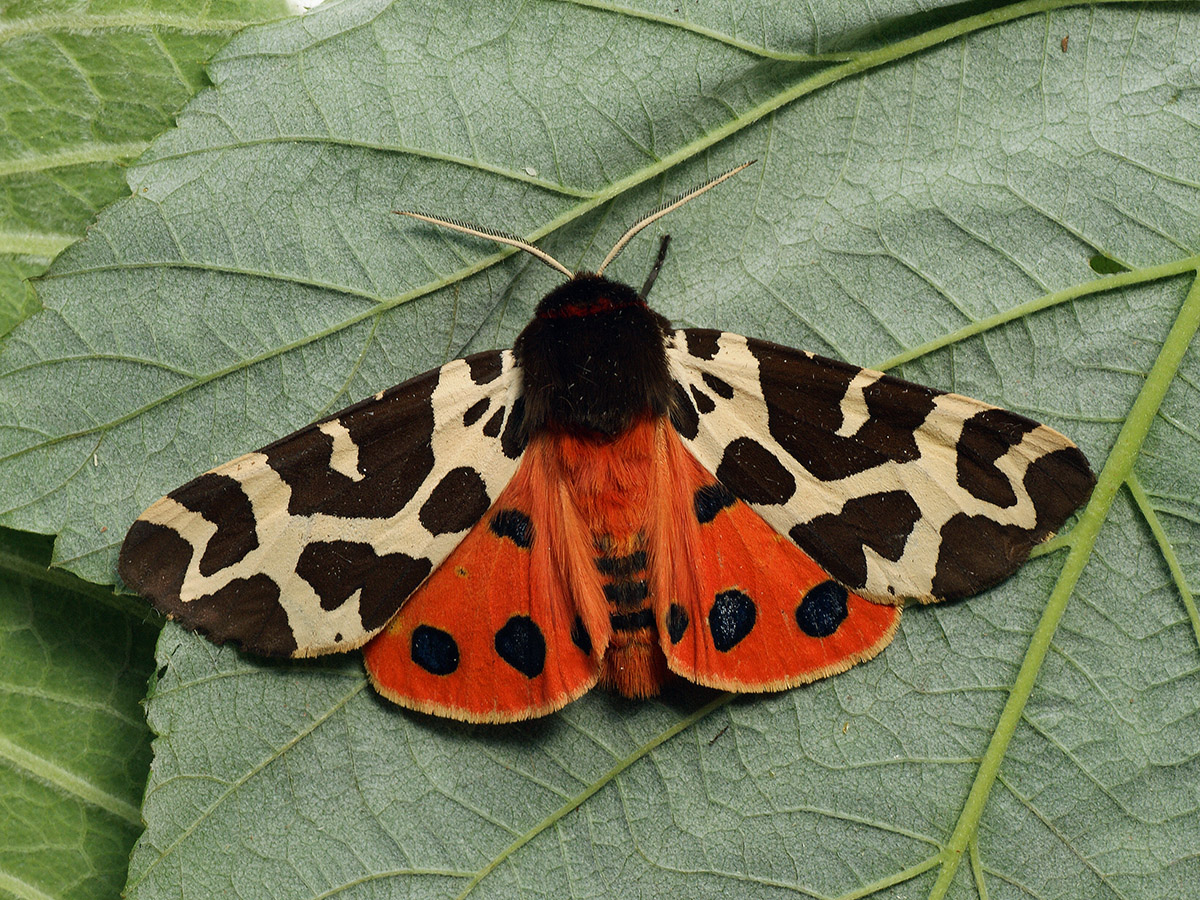
Imago, vue dorsale.
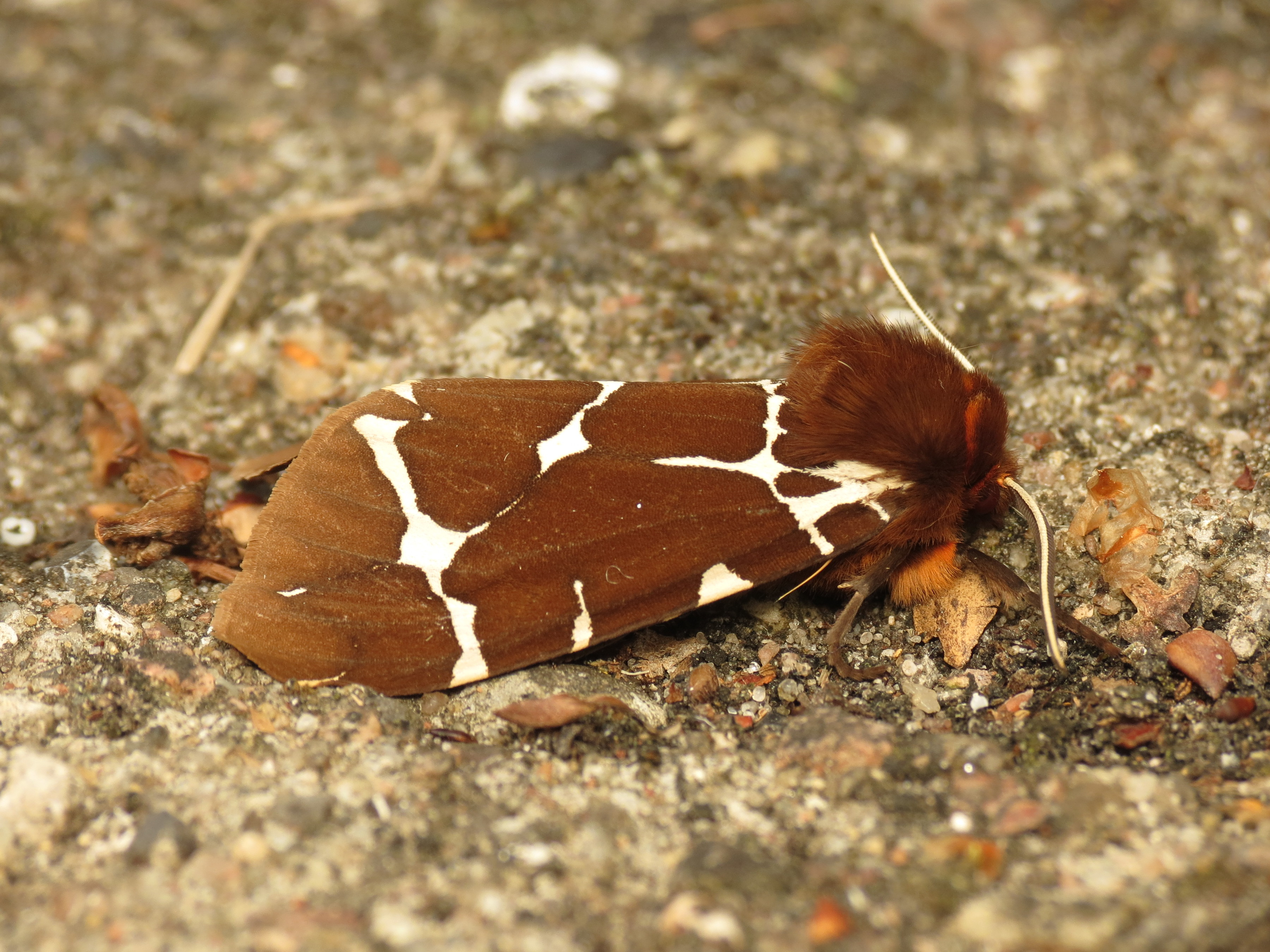
Imago, vue latérale.
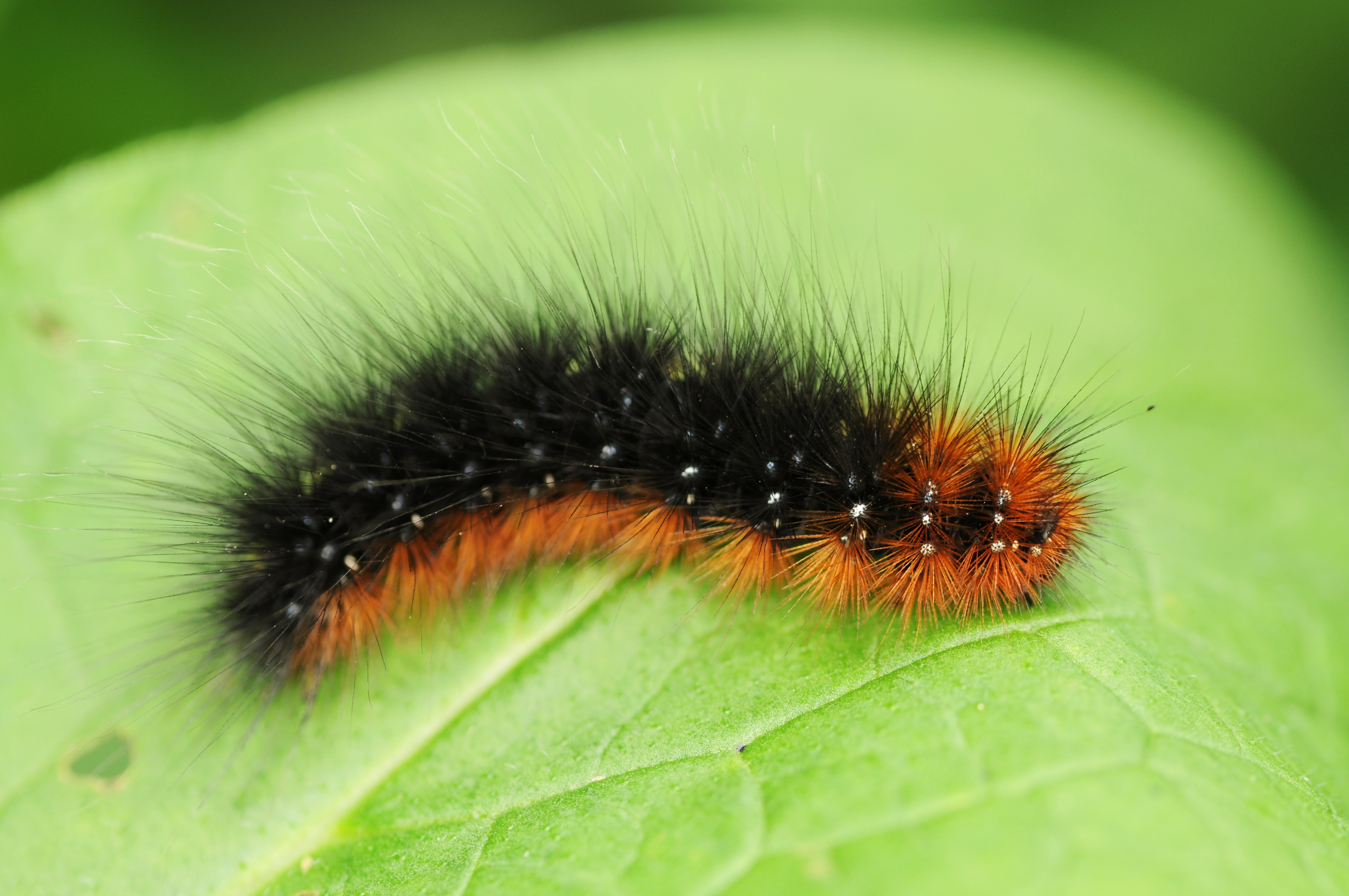
Chenille.

## Répartition
Arctia caja est répandue en Eurasie et en Amérique du Nord.

## Biologie
L'espèce est univoltine : elle n'a qu'une génération par an. Vers le mois de juillet, la femelle pond sous les feuilles quelques centaines d'œufs ronds et vert clair. Les jeunes chenilles naissent au cours du mois d'août, se développent jusqu'en automne, puis entrent en hibernation. Elle reprennent leur développement au début du printemps et atteignent leur dernier stade larvaire vers la fin juin. Elles tissent alors un cocon au sol dans lequel elles effectuent leur nymphose.
La chenille est polyphage et se nourrit de nombreuses plantes : saules, orties, chardons, pissenlit ou oseilles. Bien qu'elle soit couverte de soies, cette chenille n'est pas dangereuse et peut être manipulée avec précautions.